# Rose de Resht (Rose)
Die Rose de Resht (syn. Rose de Rescht, Gul e Rescht, Gul e Resht) ist eine öfterblühende Portland-Rose, somit eine Alte Rose, mit purpurroten, stark gefüllten und fast betörend duftenden Blüten, die etwas im Laub versteckt sind. Ihre Herkunft ist stark umstritten. Nach den meisten Quellen wurde sie 1940 von Norah Lindsay aus dem Iran nach England importiert, ist jedoch mit Sicherheit keine persische Wildrose, eher französischer Abstammung; als typische Portlandrose stammt sie jedenfalls von den Herbstdamaszenerrosen ab, weshalb sie oft auch als Damaszenerrose bezeichnet wird, obwohl sie öfterblühend ist.
Der aufrecht wachsende, sehr frostharte und bei optimalem Standort krankheitsfreie Strauch (1 m hoch und breit) treibt spät aus. Er gedeiht auch im Halbschatten und ist für die Kübelhaltung, besonders gut als Hochstammrose geeignet. Der starke Duft prädestiniert die Blüten für die Verwendung in der Küche; im Nordiran wurde diese Rose lange Zeit zur Rosenölgewinnung verwendet.